# Забрежник
Забрежник (на словенски: Zabrežnik) е село в Словения, Горенски регион, община Жири. Според Националната статистическа служба на Република Словения през 2002 г. селото има 33 жители.